# Alfred Kinzi
Alfred Čarls Kinzi   (eng. Alfred Charles Kinsey, Hoboken (Nju Džerzi) 23. jun 1894 – Blumington (Indijana), 25. avgust 1956) bio je američki biolog i profesor entomologije i zoologije, koji je 1947. godine osnova Institut za istraživanja pola na Univerzitetu Indijane. Danas je ovaj institut poznat kao Kinzijev institut za istraživanje pola, roda i reprodukcije. Kinzijevo istraživanje na polju ljudske seksualnosti, od posebnog je značaja za moderno područke seksologije, iako je 1940-ih i 1950-ih godina izazvalo  kontroverze u delu naučne javnosti. Njegov rad je umnogome uticao na socijalne i kulturne vrednosti u Sjedinjenim Američkim Državama ali i u drugim državama sveta.
Kinziujev biograf, James H. Jones, smatra da: Kinzi nije bio samo naučnik; već i reformator koji se želeo rešiti svojih ličnih seksualnih demona, dok je u isto vreme menjao represivno društvo u kojem je odrastao.

## Život i karijera
Rođen je 23. juna 1894. u gradu Hoboken (Nju Džerzi, SAD), od majke Sarah Ann i oca Alfreda Seguine Kinseya, kao najstariji od troje djece. Majka mu je bila nedovoljno  školovana, a otac je bio profesor na Stevensovom Institutu tehnologije.
Odrastao je u prilično siromašnoj porodici, koja sebi nije mogla da obezbedi adekvatnu medicinsku negu, tako da je Kinzi koji je bio slabog zdravlja u djetinjstvu i mladosti  često bolovao. Preboleo je tifus, a patio je i od reumatske groznice i rahitsa, od koga je  zadobio deformaciju kičme. Zbog ovog deformiteta tela označen kao neprikladan za služenje u vojsci  u Prvom svetskom ratu.
Roditelji su mu bili jako religiozni. Otac je bio jedan od najistaknutijih članova mesne Metodističke crkve.  U duhu vere Kinzijev  otac uspostavio je porodici stroga pravila, uključivši i pravilo da je nedelja većim delom rezervisana za molitvu.
Kinsey je oduvijek pokazivao veliko zanimanje za botaniku i zoologiju, te je obitelji izrazio namjeru da studira botaniku. Otac se usprotivio i inzistirao je da upiše studij strojarstva na Stevensovom Institutu tehnologije. Dvije je godine studirao strojarstvo, ali se potom odupro očevoj volji i izrazio želju da upiše biologiju na Bowdoin College u Mejnu.
Na jesen 1914. Kinzi je upisao studije na Bowdoin College iz entomologiju. Godine 1916. je diplomirao biologiju i psihologiju s najvećom ocenom. Nastavio je potom studije na Harvardu i institutu Bussey koji je imao jedan od najzahtevnijih programa biologije u SAD. Kinzi se tada opredelo na studij entomologije pod mentorstvom Williama Mortona Whellera, jednog od najistaknutijih entomologa onog doba.
Izabrao je studij filogeneze ose šiškarice za svoju doktorsku disertaciju, na čemu doktorira 1919. na sveučilištu Harvard. 1920. godine objavljuje niz znanstvenih radova o filogenezi ose šiškarice skupivši pritom više od 5.000.000 uzoraka osa. Ovi primerci osa danas se čuvaju u Američkom prirodnjačkom muzeju.
Napisao je široko primjenjivan udžbenik biologije za srednju školu "Uvod u biologiju" (eng.An Introduction to Biology) 1926. godine u kojem uvodi učenje o evoluciji i ujedinjuje botaniku i zoologiju u jedinstveni predmet. Zajedno s Merritt Lyndon Fernaldom, Kinzi je 1943. godine objavio knjigu „Jestive biljke Istočnih Sjedinjenih Američkih Država" (eng.Edible Wild Plants of Eastern North America).
Sa Clarom Bracken McMillen oženio se 1921. i sa njom je imao četvero dece. Najstariji Kinzijev sin umro je od komplikacija šećerne bolesti u četvrtoj godini života.
Kinzi je po polnoj orijentaciji bio biseksualac. Sa suprugom je kasnije imao dogovor da im intimna veza bude otvorenog tipa, oboje su stoga imali vanbračne polne odnose sa više partnera uz dopuštenje drugog. Kinzi je imao polne odnose i sa ženama i s muškarcima, uključivši i svog studenta Klajda Martina.
Kinzi je preminu 25. avgusta 1956. godine, u 62. godini života, od srčanog zastoja koji je nanstao kao posledica upale pluća.

## Kinzi i seksologija
Kinzi  se smatra ocem moderne seksologije u Sjedinjenim Američkim Državama. Za  seksualne navike ljudi  počeo je da se interesuje 1933. nakon diskusije sa kolegom Robertom Crocom. Pretpostavlja se da su ga njegova proučavanja mehanizama parenja osa šiškarica inspiririsala na proučavanje spektra različitih seksualnih navika kod ljudi. 
Kinzi je kasnije razvio i skalu po kojoj je vršio gradaciju polne orijentacije (Kinzijvu lestvicu) koja ima sedam nivoa;
- od 0 koji označava isključivo heteroseksualnu osobu
- do 6 koji označava isključivo homoseksualnu osobu. Njegovi su učenici kasnije su dodali i kategoriju „X“ koja označava aseksualne osobe.

Ovom lestvicom  Kinzi je pokušao da kompleksnost seksualne orijentacije neke osobe svede na numeričku vrednost. Prema tome "0" isključivo predstavlja heteroseksualnost, a "6" homoseksualnost, dok je sve između ta dva broja neka vrsta biseksualnosti, sa većim ili manjim odstupanjima u jednom ili drugom pravcu. Ili se  jednako tretiraju oba pola.
Godine 1935. Kinzi je održao prvo predavanje na fakultetu biologije univerziteta Indiana na  kojem je  predstavio svoje prve studije na području ljudske seksualnosti. Tokom predavanja iskoristio je  priliku da napadne „široko rasprostranjeno neznanje u vezi anatomije i fiziologije polnosti“, i izrazio svoje uverenje da je kasno stupanje u polna iskustva (Kinzi je to definisao kao „kasno venčanje“) psihološki štetno. Fondacija Rockfeler odlučuje da osigura  Kinziju materijalna sredstva za njegova istraživanja na području ljudske seksualnosti. Najvažnija naučna dela koja Kinzi objavljuje na tom području su:
- „Seksualno ponašanje muškarca“ 1948.
- „Seksualno ponašanje žene“ 1953.

Oba su dela u trenutku puštanja u prodaju zauzela prva mesta na skali bestselera i učinilai Kinzija medijskom zvezdom. Ova će dela kasnije postati poznata kao Kinzijevi izvještaji.
Kada su Kinzi i njegovi saradnici shvatili da će mnogo lakše doći do podataka kod „ljudi koji žive nekonvencionalno“, nego kod prosečnih studenata ili udatih i oženjenih majki i očeva (koji su  predstavljali većinu američkog društva), iz „praktičnih razloga“ Kinzi je pretežno ispitivao prostitutke, homoseksualce, zatvorenike i ljude iz „podzemlja“, kako ih je Kinzi zvao.Na osnovu prikupqenih podataka između ostaloga došao do sledećih zaključaka:
- 95% svih Amerikanaca su seksualni prekršitelji zakona,
- 69% su stalne mušterije prostitutki,
- 37% je imalo najmanje jedno homoseksualno iskustvo koje je dovelo do orgazma,
- 7% farmera je imalo seks s nekom životinjom.

Nekoliko uglednih američkih časopisa objavilo je članke u kojima analiziraju Kinzijev naučni rad i ličnii život (Time, Life, Look i McCall's).
Njegov rad narednih godina izazvao je niz vrlo žestokih kritika i smatra se da je bio jedan od uzroka izbijanja seksualne revolucije 1960-ih i 1970-ih.

## Kontroverze i kritike Kinzijevog dela
Istraživanja koja je Kinzi sproveo na području seksualnosti nisu se ograničavala samo na teoriju i popunjavanja upitnika, već je Kinzi često posmatrao i aktivno učestvovao u različitim seksualnim aktivnostima, uključivši ponekad i svoje saradnike. Pravdao se time da je tako moguće tačnija posmatrati pojave u seksualnosti i da se na taj način lakše stiče poverenje osoba uključenih u istraživanja. Potsticao je i svoje saradnike da učine isto i često je sa njima i sa subjektima istraživanja praktkovao širok spektar seksualnih aktivnosti, pod uslovom da svako od njih odredi granice do koje se oseća prijatno. Tvrdio je da se tako uvodi element praktičnog eksperimenta u istraživanje, kao i da je to najbolja metoda razumevanja reakcija učesnika. James H. Jones, autor knjige Alfred C. Kinsey: A Public/Private Life i britanski psihijatar Theodore Dalrymple, pretpostavljaju da je Kinzi vršio svoja istraživanja potstaknut  vlastitim seksualnim željama i potrebama.
Kinzi je ponekad u svom domu kamerom snimao polne odnose učesnika i saradnika, tvrdivši da tako dokumentuje istraživanje. Kinzijev biograf Jonathan Gathorne-Hardy pravdao je...tajnost snimanja filmova brigom da se izbegne skandal i negativna reakcija od strane konzervativnog dela javnosti.
Kinzi je pored sopstvenih sakupljao i snimani materijal sa seksualnim sadržajem iz celog sveta, što mu je izazvalo probleme s carinskom službom SAD-a, nakon zaplene pornografskih filmova 1956. Zbog ovog prekršaja pokrenut je sudski postupak ali je Kinzi je umro pre sudskog epiloga.
Sledeća velika kontroverza Kinzijevih istraživanja, bilo je skupljanje podataka u vezi orgazama kod dece u preadolescentnom uzrastu. Nema dokaza da je lično silovao i mučio decu. Međutim, plaćao je pedofilima (ne samo jednom), za dostavljene podatke o silovanjima dece, u toku kojih su deca vrištala, grčila se i tresla od straha prilikom mučenja i silovanja pedofila, a on ih je beležio kao orgazme, umesto da ih prijavi policiji. Kinzi je prikupljene informacije o pedofiliji unosio u tablice koje je označio brojevima od 30 do 34 u njegovoj knjizi „Seksualno ponašanje muškarca“, u kojoj su prikazani orgazmi  navodno  3.000 muške dece od pet meseci do 14 godina starosti. U prvo vreme je izjavio da je podatke prikupio na osnovu  sećanja odraslih osoba koje su u detinjstvu bile prisiljene na polne odnose, ali i od upitnika koje je popunilo devet odraslih ljudi koji su navodno imali polne odnose sa decom.
Malo se pažnje pridavalo ovim podacima punih četrdeset godina. Kasnije se ispostavilo da je sve podatke o pedofiliji Kinzi prikupio od jednog jedinog pedofila, a prikazao ih kao podatke iz različitih izvora.
Kinzi je poštovao anonimnost osobe i nije prijavljivaoi kazneno delo pedofilije vlastima, jer je želeo prikupiti što iskrenije odgovore. Kinzijev Institut je kasnije objavio da podaci iz tablica 30-34 proizlaze iz dnevnika samo jedne osobe, pisanog 1917. godine.
Kinzijevi biografi smatraju da je njegova seksualna aktivnost i orijentacija u mnogome  uticala na njegovo istraživanje, tako da je pogrešno birao uzorke stanovništva za svoje upitnike. 
Kinzi je u svojim delima uneo ji podatke prikupljene od velikog broja pojedinaca iz zatvorske populacije i prostitutki klasificirajući ih ponekad kao osobe u braku. U svojim analizama koristio je i velik broj homoseksualnih osoba, što ga je vrovatno dovelo do pogrešnih zaključaka.  
Zanimljivo je da nikad nije uključio u svoja istraživanja pojedince iz afro-američke populacije.  
Kada je Paul Gebhard  1970-ih ponovo analizirao Kinzijeve prikupljene podatke (izbacivši one sumnjive) on je utvrdio da su razlike u podacima bile male.

## Kinzi u popularnoj kulturi
Nakon objave knjige "Seksualno ponašanje žena", 15. rujna 1953. pojavljuje se u humorističkom kontekstu lik imena „Dr. Kinsey“ u jednoj epizodi TV komedije Jack Benny Program, kao pogrbljeni gospodin koji intervjuiše mlade djevojke. Ovo je bila prva aluzija na Kinzjiev rad u masmedijima.
Početkom 21. veka ponovo se javilo veliko interesovanje za Kinzija i njegov rad.
Godine 2003. prikazan je mjuzikl pod naslovom Dr. Sex koji obrađuje složenu vezu između Kinzija, njegove žene i njihovog zajedničkog ljubavnika Wally Matthewsa (jasna aluzija na Kinzijevog saradnika Clydea Martina). Premiera je održana u Čikagu i osvojila je sedam pozorišnih nagrada Joseph Jefferson.
Godine 2004. Bil Kondon je režirao biografski film Kinzi sa Lijamom Nisonom u ulozi Kinzija i Lorom Lini kao njegovom ženom. Iste godine američki pisac Tom Korahesan Bojl objavljuje roman „Unutrašnji krug” o istoriji seksologije u SAD i Kinzijevom delu, viđenom očima jednog od njegovih bliskih saradnika.
Američka TV stanica PBS 2005. objavila je dokumentarni film Kinzi (biografski film Bila Kondona iz 2004. godine o životu i radu osnivača seksologije Alfreda Kinzija),  u saradnji sa Kinzijevim Institutom, koji je tom prilikom omogućio autorima filma pristup pisanom materijalu iz njihove arhive.

## Bibliografija
- „New Species and Synonymy of American Cynipidae”. Bulletin of the American Museum of Natural History   293–317. 1920. Pristupljeno 2010-09-22.
- „Life Histories of American Cynipidae”. Bulletin of the American Museum of Natural History  str. 319.–357.. 1920. Pristupljeno 2010-09-22.
- „Phylogeny of Cynipid Genera and Biological Characteristics”. Bulletin of the American Museum of Natural History  str. 357a-c, 358.–402.. 1920. Pristupljeno 2010-09-22.
- An Introduction to Biology. Philadelphia: J.B. Lippincott Company. 1926  Essay on Kinsey's textbook
- „The Gall Wasp Genus Cynips: A Study in the Origin of Species”. Indiana University Studies  str. 1.–517.. 1929  Citation source
- New Introduction to Biology. Philadelphia: J.B. Lippincott Co. 1933.
- The Origin of Higher Categories in Cynips. Indiana University Publications. Science Series 4. Entomological Series. 1936. pp. str. 1.–334.  (Citation source per Kinsey 1929)
- Merritt Lyndon Fernald; Alfred Charles Kinsey (1996). Edible Wild Plants of Eastern North America.. Mineola, New York: Dover Publications (reprint of Harper 1958 edition. Pristupljeno 2010-09-22  First published 1943 b7 Idlewild Press, Cornwall-on-Hudson, N.Y.

Kinzijevi izveštaji
- Sexual Behavior in the Human Male (1948.- drugo izdanje 1998.)
- Sexual Behavior in the Human Female (1953.- drugo izdanje 1998.)

## Napomene
1. ↑  Postoje  mišljenja da su se pedofili-monstrumi maltene takmičili ko će više impresionirati Kinzija svojim zločinima i „podacima“ o navodnoj seksualnosti dece. Kao dokaz ovih tvrdnji, odličan je dokumentarni film na Jutjubu na kanalu Theology, Philosophy and Science pod nazivom Alfred Kinsey Syndrome, How Liberal Atheists Perverted Sex. Pedophile Predators.

## Spoljašnje veze
- Mediji vezani za članak Alfred Kinzi na Vikimedijinoj ostavi
- Alfred C. Kinsey i njegovi pedo-kriminalni pomagači
- Petar Horvatić - Alfred Kinsey – mračni pedofil bio je glavni ideolog seksualne revolucije!